# Kriegerdenkmal Vockerode

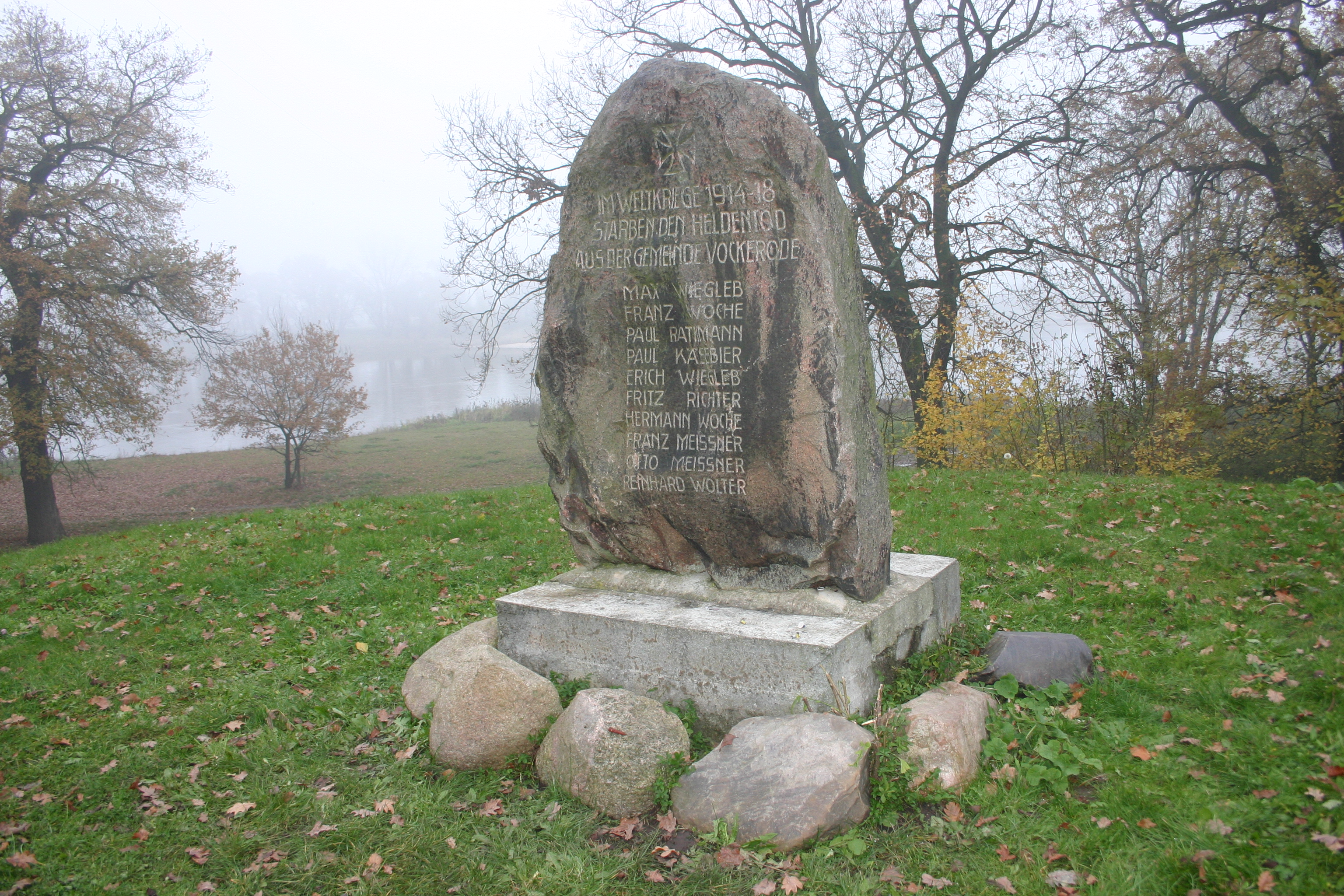
Kriegerdenkmal in Vockerode

Das Kriegerdenkmal in Vockerode (Sachsen-Anhalt) ist ein Ehrenmal zum Gedenken an die im Ersten Weltkrieg gefallenen Einwohner der Gemeinde. 
Das Denkmal besteht aus einem großen Findling, der auf einem sehr einfachen Betonfundament ruht. Das Fundament wird von mehreren kleineren Findlingen umrahmt.
Mittlerweile befindet sich das Denkmal wieder an seinem ursprünglichen Platz auf dem Elbwall in Vockerode („Nelsonhügel“), nachdem es zwischendurch auf den Friedhof neben der Kirche aufgestellt worden war. Als einziger Schmuck ist ein eisernes Kreuz über dem Gedenkspruch eingemeißelt. Die Inschrift enthält zehn Namen ohne weitere Daten.
Der Standort Nelsonhügel hat seinen Namen 1805 erhalten, als Fürst Franz hier für den englischen Nationalhelden Horatio Nelson, 1. Viscount Nelson ein Denkmal plante. Durch die Befreiungskriege kam es allerdings nicht zur Ausführung. Der Hügel wurde in den späten 1950er Jahren im Zuge des Kraftwerksausbaues abgetragen und das Kriegerdenkmal auf den Friedhof verlegt.
Das Kriegerdenkmal ist im örtlichen Denkmalverzeichnis unter der Objektnummer 107 30011 als Kleindenkmal erfasst.